# ンドカ・ボニフェイス
ンドカ・ボニフェイス（NDUKA Boniface、1996年2月15日 - ）は、埼玉県越谷市出身のプロサッカー選手。Jリーグ・横浜FC所属。ポジションはディフェンダー（DF）。

## 来歴
浦和東高校2年次の2012年には、U-16日本代表候補に選出された。大学では日本体育大学へ進学して、3年時にはインカレの準優勝に貢献した。2017年12月、水戸ホーリーホックへの入団内定が発表された。
2018年に水戸ホーリーホックへ入団。3月12日、第3節のカマタマーレ讃岐戦でプロ入り初出場を飾った。2019年9月8日、第31節のツエーゲン金沢戦でプロ初ゴールを決めた。2020年は自身最多の37試合に出場し4得点を挙げた。
2020年12月26日、東京ヴェルディへ完全移籍することが発表された。
2023年、横浜FCへ完全移籍。

## 人物
ナイジェリア人の父と日本人の母の間に、3人兄弟の長男として生まれた。弟のンドカ・チャールスもサッカー選手であり、2024年現在鹿児島ユナイテッドFCに所属している。妹のンドカ・ジェニファは女子ラグビーユニオン選手で、2023年現在北海道バーバリアンズに所属している。
100試合出場記念の際は従妹である藤田和真が花束を贈呈した。

## 所属クラブ
- 越谷サンシンサッカースポーツ少年団
- 大宮アルディージャジュニアユース
- 埼玉県立浦和東高等学校
- 日本体育大学
- 2018年 - 2020年  水戸ホーリーホック
- 2021年 - 2022年  東京ヴェルディ
- 2023年 -  横浜FC

## 個人成績
| 国内大会個人成績 | 国内大会個人成績 | 国内大会個人成績 | 国内大会個人成績 | 国内大会個人成績 | 国内大会個人成績 | 国内大会個人成績 | 国内大会個人成績 | 国内大会個人成績 | 国内大会個人成績 | 国内大会個人成績 | 国内大会個人成績 |
| 年度             | クラブ           | 背番号           | リーグ           | リーグ戦         | リーグ戦         | リーグ杯         | リーグ杯         | オープン杯       | オープン杯       | 期間通算         | 期間通算         |
| 年度             | クラブ           | 背番号           | リーグ           | 出場             | 得点             | 出場             | 得点             | 出場             | 得点             | 出場             | 得点             |
| 日本             | 日本             | 日本             | 日本             | リーグ戦         | リーグ戦         | リーグ杯         | リーグ杯         | 天皇杯           | 天皇杯           | 期間通算         | 期間通算         |
| ---------------- | ---------------- | ---------------- | ---------------- | ---------------- | ---------------- | ---------------- | ---------------- | ---------------- | ---------------- | ---------------- | ---------------- |
| 2018             | 水戸             | 4                | J2               | 5                | 0                | -                | -                | 2                | 0                | 7                | 0                |
| 2019             | 水戸             | 4                | J2               | 18               | 1                | -                | -                | 1                | 0                | 19               | 1                |
| 2020             | 水戸             | 4                | J2               | 37               | 4                | -                | -                | -                | -                | 37               | 4                |
| 2021             | 東京V            | 15               | J2               | 34               | 2                | -                | -                | 1                | 0                | 35               | 2                |
| 2022             | 東京V            | 3                | J2               | 32               | 3                | -                | -                | 2                | 1                | 34               | 4                |
| 2023             | 横浜FC           | 2                | J1               | 26               | 2                | 0                | 0                | 1                | 0                | 27               | 2                |
| 2024             | 横浜FC           | 2                | J2               | 36               | 2                | 2                | 0                | 2                | 0                | 40               | 2                |
| 2025             | 横浜FC           | 2                | J1               |                  |                  |                  |                  |                  |                  |                  |                  |
| 通算             | 日本             | 日本             | J1               | 26               | 2                | 0                | 0                | 1                | 0                | 27               | 2                |
| 通算             | 日本             | 日本             | J2               | 162              | 12               | 2                | 0                | 8                | 1                | 172              | 13               |
| 総通算           | 総通算           | 総通算           | 総通算           | 188              | 14               | 2                | 0                | 9                | 1                | 199              | 15               |

- Jリーグ初出場 - 2018年3月11日 J2第3節 vsカマタマーレ讃岐（Pikaraスタジアム）
- Jリーグ初得点 - 2019年9月8日 J2第31節 vsツエーゲン金沢（ケーズデンキスタジアム水戸）

## 代表歴
- 2012年 U-16日本代表候補
- 2016年 全日本大学選抜

## タイトル

### 個人
- J2リーグベストイレブン：1回（2024年）[12]